# 納姆諾尼
納姆諾尼（西班牙語：Nämnoní），是巴拿馬的城鎮，位於該國西北部，由恩戈貝-布格雷特區的韋西科區負責管轄，面積28.4平方公里，2010年人口1,867，人口密度每平方公里65.7人。